# 格爾夫 (北卡羅萊納州)
格爾夫（英語：Gulf）是位於美國北卡羅萊納州查塔姆縣的普查規定居民點。

## 人口
根據2020年美國人口普查的數據，格爾夫的面積為2.38平方千米，當中陸地面積為2.35平方千米，而水域面積為0.03平方千米。當地共有人口122人，而人口密度為每平方千米51.26人。